# Stone Gods
Stone Gods je britská hard rocková skupina, která vznikla v roce 2007 po rozpadu kapely The Darkness.
25. února 2008 vydali limitované EP Burn the Witch, které se vyprodalo za jeden den. 7. července 2008 vydali své debutový album Silver Spoons & Broken Bones. 29. července bubeník Ed Graham oznámil, že kvůli svému zdravotnímu stavu není schopný hrát na bicí a odchází z kapely. Stone Gods byli nominování Classic Rock Magazine za nejlepší novou kapelu a nejlepší nové album.

## Diskografie

### EP
- 25. února 2008 – Burn the Witch

### Studiové alba
- 7. červenec 2008[1] – Silver Spoons & Broken Bones

### Single
| Rok  | Názov                       | Umiestnenie      | Umiestnenie   | Umiestnenie    |
| Rok  | Názov                       | UK Singles Chart | UK Rock Chart | UK Indie Chart |
| ---- | --------------------------- | ---------------- | ------------- | -------------- |
| 2008 | „Burn the Witch“            | 166              | 2             | 6              |
| 2008 | „Knight Of The Living Dead“ | -                | -             | -              |